# Andrés Caballero
Andrés Caballero (Natívitas, Tlaxcala, 1981) es un diseñador de moda mexicano que se desempeña como creativo y propietario de la prestigiada marca San Andrés Milano con sede en la ciudad de Milán, Italia.

## Primeros años
Originario del pueblo de Natívitas en el estado de Tlaxcala, Andrés Caballero fue puesto en contacto desde pequeño con la tradición de costura y la confección de prendas típica del estado tlaxcalteca a través de su abuela quien inculcó en el pequeño Andrés el amor por los bordados, las telas, los hilos y las gasas. Su primer inquietud de Andrés fue la de convertirse en sacerdote católico tras ser un admirador de la belleza de los templos y las ceremonias religiosas pero más adelante dejó este sueño, al no sentirse con la vocación necesaria. Finalmente tomó la decisión de estudiar diseño de modas no encontrando suficiente apoyo entre familiares y amigos no así de su abuela y su señora madre quien fue la primera odontóloga del pueblo, por tanto Caballero se trasladó a la Ciudad de México para estudiar en la Universidad Janette Klein en el año de 1999.